# رادنکا
رادنکا (به صربی: Radenka) یک منطقهٔ مسکونی در صربستان است که در کوچوو واقع شده‌است. رادنکا ۸۰۳ نفر جمعیت دارد.